# SN 1975H
SN 1975H – supernowa odkryta 12 lipca 1975 roku w galaktyce A150854+0657. W momencie odkrycia miała maksymalną jasność 18,50m.